# Eurovision Song Contest - La storia dei Fire Saga
Eurovision Song Contest - La storia dei Fire Saga (Eurovision Song Contest: The Story of Fire Saga) è un film del 2020 diretto da David Dobkin.
Tra gli interpreti principali figurano Will Ferrell, Rachel McAdams, Pierce Brosnan, Dan Stevens e Demi Lovato.
Il film ha ricevuto una candidatura ai premi Oscar 2021 per la migliore canzone.

## Trama
Húsavík, Islanda, 1974. Durante la diretta dell'Eurovision Song Contest, i piccoli Lars Ericksson e Sigrit Ericksdóttir vengono catturati dall'esibizione degli ABBA e cominciano a ballare durante Waterloo. Lars, infastidito dalle reazioni divertite delle due famiglie, zittisce tutti promettendo che un giorno sarà lui a vincere l'Eurovision.
Al giorno d'oggi, Lars e Sigrit, che sono rimasti da sempre migliori amici, suonano insieme in un duo chiamato Fire Saga, nonostante Erick, il padre di Lars rimasto vedovo da tempo, disapprovi fortemente la volontà del figlio di perseguire una carriera musicale. L'ambizione di Lars è rimasta la stessa sin da quando era bambino, ma al bar del paese dove si esibiscono l'unico brano che il pubblico vuole ascoltare è la canzone nonsense "Ja Ja Ding Dong". Neanche Helga, la madre di Sigrit, è convinta del loro sodalizio, dicendo alla figlia che Lars sta limitando le sue potenzialità e che con lui non riuscirà mai a intonare la "nota Speorg", che può essere cantata solo quando si è se stessi nella maniera più pura.
Alla sede della TV pubblica islandese RÚV, intanto, il comitato di selezione sta esaminando le proposte dei candidati alla partecipazione al Söngvakeppnin, la gara nazionale che sceglierà il rappresentante del paese al prossimo Eurovision Song Contest, e si è certi di aver trovato in Katiana Lindsdóttir una grande favorita che potrebbe addirittura far vincere all'Islanda la competizione europea. Poiché da regolamento manca ancora un partecipante per la finale, viene pescata un'ultima proposta senza neanche ascoltare la canzone, e il caso vuole che ad essere scelti siano proprio i Fire Saga. Quando riceve la notizia Lars è talmente elettrizzato da salire sul campanile della chiesa del paese e suonare le campane, e finisce per essere arrestato per aver fatto scattare un falso allarme. Ai poliziotti Lars dice che il paese è vicino alla morte e che la partecipazione dei Fire Saga al concorso è l'unica possibilità che ha per rimanere in vita, e grazie all'intervento di Sigrit viene rilasciato. Sigrit, che crede alle antiche tradizioni islandesi, chiede agli elfi di aiutarli a partecipare all'Eurovision, nella speranza che se i Fire Saga dovessero vincere, Lars ricambierebbe i sentimenti romantici che ha per lui.
Giunti a Reykjavík, il duo si esibisce al Söngvakeppnin con il loro brano "Double Trouble". La loro performance, però, è un disastro e a vincere la selezione, e quindi il rappresentante islandese all’Eurovision, è la grande favorita Katiana. Lars, sconsolato, rifiuta di partecipare alla festa in barca riservata ai finalisti e si siede sul molo mentre Sigrit tenta di consolarlo. Tale decisione, tuttavia, salverà loro la vita: durante la festa, infatti, nella barca si verifica un’esplosione in cui muoiono tutti i partecipanti alla selezione, Katiana compresa. In quanto unici concorrenti sopravvissuti, i Fire Saga vengono automaticamente scelti dalla RÚV per rappresentare l’Islanda all’Eurovision Song Contest.
Lars e Sigrit partono così per Edimburgo, la città che ospiterà il concorso: sin da subito, però, faticano ad adattarsi al palcoscenico e alla nuova versione di “Double Trouble”, creata appositamente per l’occasione, caratterizzata da elaborati progetti scenici creati da Lars. A un certo punto Sigrit tenta di baciarlo, ma lui la blocca ripetendo che devono dedicarsi alla gara e non alla loro relazione. Durante le prove i due fanno la conoscenza di Alexander Lemtov, il rappresentante della Russia e tra i principali favoriti per la vittoria. Alexander li invita ad una festa nella sua villa, a cui partecipano molti dei veri concorrenti ai passati Eurovision, tra i quali Loreen, Alexander Rybak, Jamala, Conchita Wurst e Netta Barzilai, e li presenta a diversi loro sfidanti tra cui la concorrente greca Mita Xenakis. Dopo un "Canta Insieme" tra tutti i presenti, Alexander e Sigrit trascorrono la notte insieme così come Lars e Mita, anche se nessuna delle due coppie finisce in intimità. Alla prova successiva, Sigrit e Lars hanno un forte litigio dopo che Sigrit ha esternato l'odio verso il suo nuovo costume e sul nuovo remix chiedendo di ripristinare le versioni originali, e i due si accusano a vicenda riguardo alle loro frequentazioni della notte precedente. Più tardi, rientrato in hotel, Lars sente di nascosto Sigrit scrivere una nuova canzone, convincendosi che si tratti di una canzone d'amore per Alexander e che i due abbiano cominciato una relazione romantica.
È il momento della semifinale e, dopo che Lars ha accontentato le richieste di Sigrit e che i due si sono chiariti, la performance di "Double Trouble" comincia nel migliore dei modi, ma viene poi rovinata da un incidente: la sciarpa di Sigrit si impiglia in una ruota da criceto girevole, parte della scenografia, che rotola giù dal palco nella zona occupata dal pubblico, trascinandoli. I due si riprendono e concludono l'esibizione, ma il pubblico gli risponde con un imbarazzante silenzio e qualche risata sparsa. Credendo che siano ormai diventati lo zimbello della gara, Lars e Sigrit escono dal palco, non rendendosi conto che poco dopo il pubblico è scoppiato in un grande applauso per la perseveranza che hanno dimostrato nel voler concludere la canzone. Lars, infuriato, si prepara a tornare immediatamente in Islanda ma Sigrit lo prega di rimanere per assistere ai risultati della gara. Al suo rifiuto, dopo averle detto di andare a cantare la sua canzone d'amore ad Alexander, Sigrit gli rivela di averla scritta per lui. Lars è comunque troppo deluso dal suo fallimento e si prepara a fare ritorno in Islanda da solo per iniziare a lavorare insieme a suo padre, inconsapevole che la loro esibizione inizia a ricevere punti su punti fino a qualificarsi contro ogni pronostico per la finale.
Tornato a Húsavík, Lars inizia a lavorare con il padre: a un certo punto i due hanno un’accesa lite, al culmine della quale Lars minaccia di andarsene. Questi confessa il suo amore per Sigrit al padre, che a sua volta gli rivela che dopo aver perso la moglie è sempre stato innamorato di Helga, la quale non lo ha mai corrisposto, e lo convince a tornare indietro e a lottare per lei, dicendogli per la prima volta di essere fiero di lui per come non ha mollato dopo l'incidente durante la canzone. Dopo aver appreso che l'Islanda si è qualificata alla finale, Lars si tuffa dalla barca per ritornare a Edimburgo, dove intanto Alexander chiede a Sigrit di rimanere con lui per iniziare una collaborazione artistica, che lei però rifiuta. Sigrit si rende conto che Alexander è in realtà gay ma non può fare coming out a causa dell'omofobia nel suo paese. Lungo la strada per Reykjavík, da cui prenderà l’aereo per tornare in Scozia, Lars incontra Victor Karlosson, governatore della Banca Centrale d'Islanda e membro del comitato nazionale dell'Eurovision, da sempre contrario a un’eventuale vittoria dell’Islanda all’Eurovision Song Contest perché, se il Paese vincesse il concorso, dovrebbe ospitarlo l’anno successivo, cosa che potrebbe avere serie ripercussioni sull’economia nazionale. Per scongiurare tale eventualità, Karlosson tenta di uccidere Lars, ma il piano gli si ritorce contro in quanto è lui stesso a morire per mano di alcuni elfi, invocati da Lars poco prima.  
Mentre Lars si affretta per raggiungere l'arena di Edimburgo grazie all'aiuto di un gruppo di turisti americani, la trasmissione è cominciata e Sigrit si presenta sul palco da sola per eseguire la canzone. Lars irrompe a sorpresa nella scena e la interrompe, dicendole di lasciar perdere la loro proposta ufficiale e di cantare la canzone che aveva scritto per lui, "Húsavík", che è anche un'ode al loro paese natale. Lars inizia a suonarla al pianoforte e Sigrit la canta concludendo con una nota Speorg, che commuove il pubblico e gli abitanti di Húsavík. Avendo capito di essere innamorati l'uno dell'altra, Lars e Sigrit si baciano sul palco tra la standing ovation del pubblico. Dietro le quinte anche Alexander è felice per loro e accetta l'invito di Mita di andare in Grecia con lei per trovare la sua felicità.
I Fire Saga vengono squalificati dalla gara per aver modificato la loro canzone, ma sia Lars che Sigrit hanno perso interesse nella vittoria avendo capito che la loro relazione fosse la cosa più importante. Di ritorno a Húsavík, i due vengono accolti da una folla festante al loro arrivo. Qualche tempo dopo, i Fire Saga sono tornati a suonare nel bar del paese in occasione del matrimonio tra il padre di Lars e la madre di Sigrit. Col loro bambino in braccio, chiedono se qualcuno voglia ascoltare la loro canzone dell'Eurovision, ma il pubblico, ancora una volta, chiede loro di suonare "Ja Ja Ding Dong".

## Colonna sonora
Le canzoni del film sono state raccolte in un album, chiamato Eurovision Song Contest: The Story of Fire Saga (Music from the Netflix Film) pubblicato il 26 giugno 2020.

## Produzione
Nel maggio 2018 Will Ferrell si è recato a Lisbona, in Portogallo, per osservare la finale dell'Eurovision Song Contest 2018 e trovare eventuali scenari e/o personaggi per il film, parlando inoltre dietro le quinte con i partecipanti alla manifestazione.
Il 18 giugno 2018 è stato annunciato che Ferrell avrebbe prodotto un film ispirato all'Eurovision Song Contest. Nel marzo 2019 David Dobkin si è offerto come regista e nei mesi successivi si sono aggiunti al cast: Rachel McAdams, Pierce Brosnan, Dan Stevens, Demi Lovato, Björn Hlynur Haraldsson, Nína Dögg Filippusdóttir e Jóhannes Haukur Jóhannesson.
Le riprese sono state effettuate in Regno Unito, Islanda, nei pressi di Húsavík ed Israele.
Nel 2021 Hannes Oli Augustsson, portavoce dell'Islanda all'edizione 2021 del concorso canoro, ha nuovamente ricoperto i panni Olaf chiedendo ironicamente di assegnare 12 punti prima alla hit Ja Ja Ding Dong, per poi assegnarli ufficialmente alla Svizzera.

## Distribuzione
La pellicola è stata distribuita a partire dal 26 giugno 2020 sulla piattaforma Netflix. Poco prima dell'Eurovision Song Contest 2021, alcune tv dell'EBU hanno trasmesso il film.
Il primo spot è stato trasmesso in Italia su Rai 1 durante lo speciale Eurovision: Europe Shine a Light.

## Riconoscimenti
- 2021 - Premio Oscar[11]
  - Candidatura per la migliore canzone per Húsavík (musica e testi di Savan Kotecha, Fat Max Gsus e Rickard Göransson).
- 2021 - Dorian Awards[12]
  - Film "campy" dell'anno